# 兼重直樹
兼重 直樹（かねしげ なおき、1997年-）は、日本の環境官僚。宮城県生まれ。

## 主著・論文
- 「これからの環境政策の在り方ー統合的アプローチを目指して」会社法務A2Z201号26頁（2024）
- 「第五次循環型社会形成推進基本計画ー資源循環を目指して」会社法務A2Z207号15頁（2024）
- 「第六次環境基本計画ー2030年に向けて事業者に期待される役割」会社法務A2Z207号8頁（2024）
- 「司法試験から探る環境法教育－令和6年司法試験環境法〔設問1〕を素材として」東北ローレビュー13号47頁（2024）
- 「設例解説　実務環境法」（民事法研究会、2025）